# 努尼瓦克岛
努尼瓦克岛(Nunivak Island)，白令海中第二大岛，属美国阿拉斯加州，为一火山岛，位于育空河河口外，全岛面积4,226.78平方公里，均为针叶林覆盖，仅北部有一居民点Mekoryuk，人口210人（2000年统计）。